# 辰光橋
辰光橋，為一座落新北大都會公園園區，專為行人與單車族打造的親水景觀橋，可從捷運站出來後直接走到堤防對面。於2018年12月23日竣工。

## 位置
辰光橋位於新北大都會公園幸福水漾園區，一端聯接桃園機場捷運A2三重站 (與台北捷運三重站相連)，另一端連接三重左岸重劃區 (先嗇宮)，全長605公尺，寬由5公尺至20公尺漸寬。

## 設計
以傳說中牛郎織女重逢的故事，設計出雙層雙曲線的橋台意象，駐足觀賞於日夜流動的美麗景致中，感受喜鵲騰飛雲端的幸福圓滿。橋面空間搭配景觀溪流、戲水地毯、輕食廣場、綠化植栽及5處夜間星座光雕等，讓新北大都會公園整體休憩空間更加立體化，且在河濱內橋體設置2座電梯，便民使用更是全台首創，在辰光橋上除能遠眺觀音山，更可享受落日餘暉的浪漫與愜意。

此座橋採雙層橋面型式創造空間變化，並設有兩大景觀平台及三座電梯，橋上配有植栽樹種等綠化設施，如此橋上有花園，橋下有公園，都會公園邁向立體化，成為居民假日攜家帶眷踏青去處，並提供過去橋梁較少考量遮蔭設施，特增7處遮蔭設施，期能吸取過去經驗加以改善，營造更為友善之休憩及高齡友善環境。

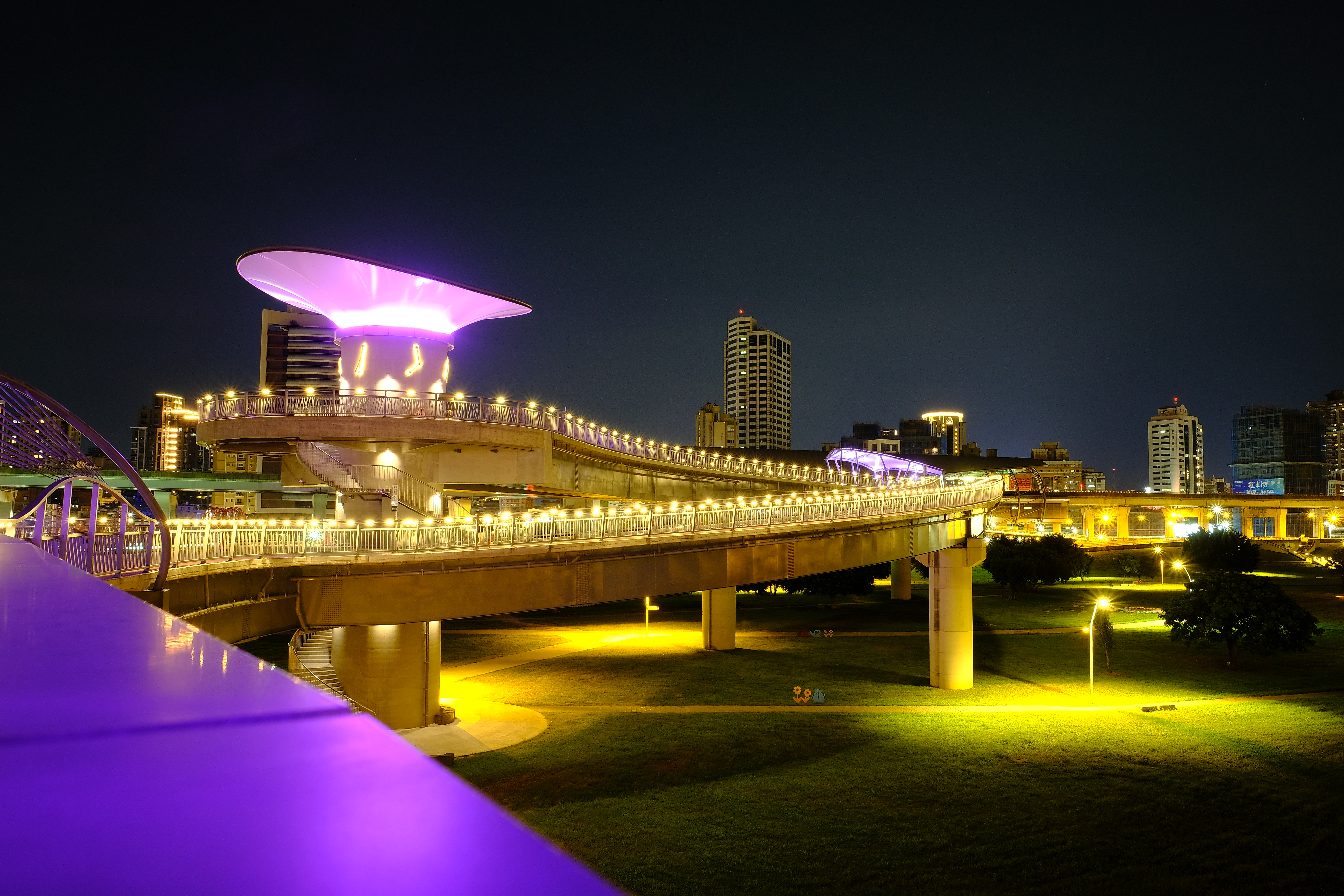
辰光橋之夜

## 設施

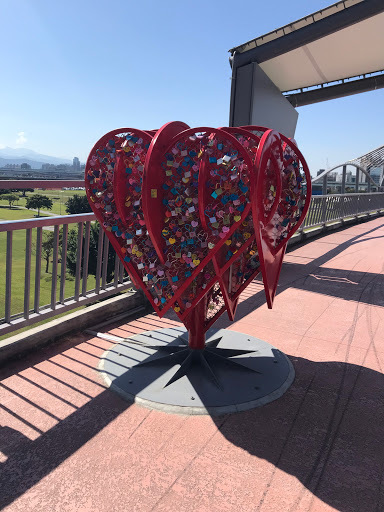
辰光橋心形愛情鎖

- - 辰光橋心形愛情鎖愛情鎖
  - 辰光橋水地毯水地毯

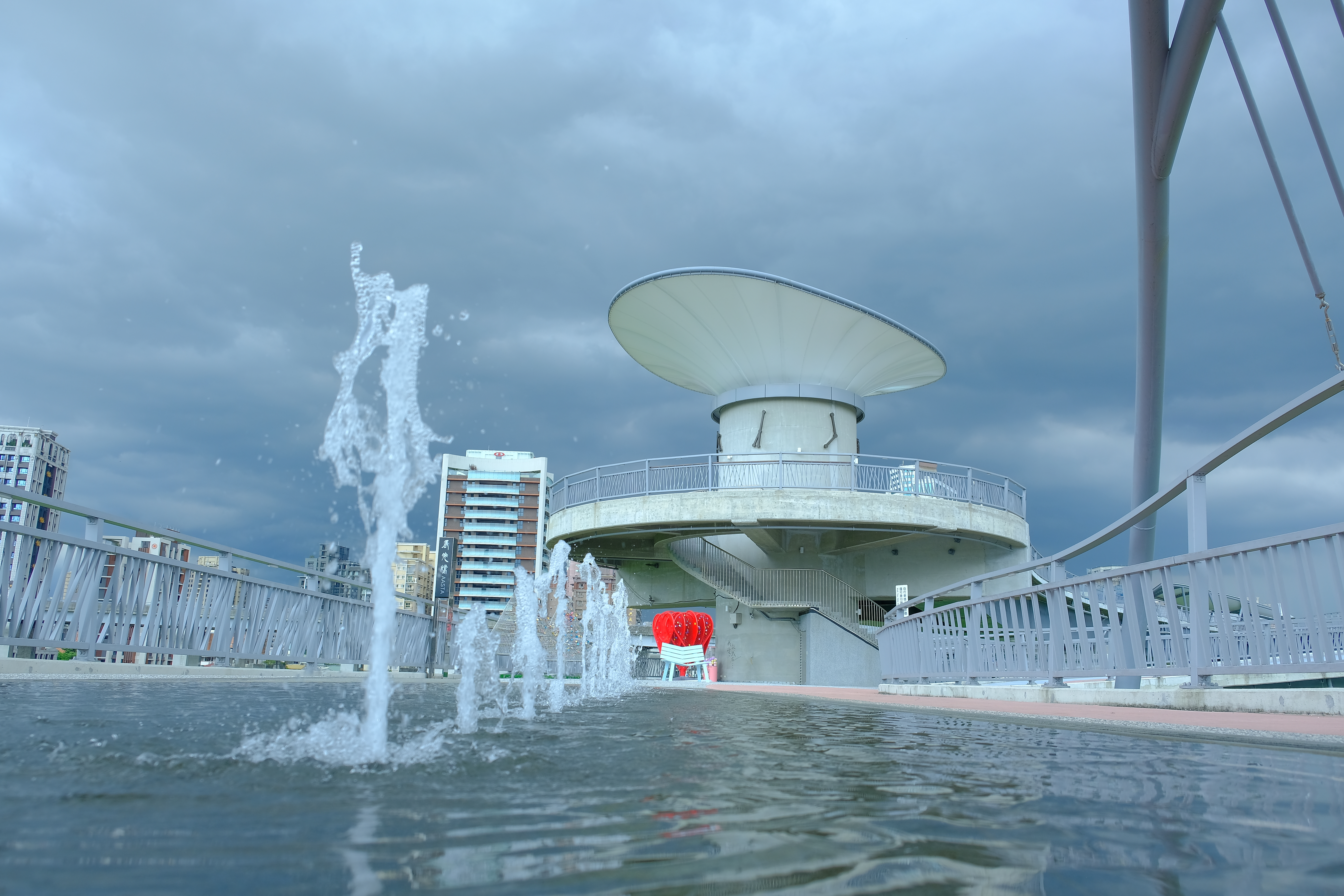
辰光橋水地毯

新北市政府於每日上午9點至下午5點，每個整點開放噴泉15分鐘，稱之為「水地毯」，提供民眾戲水消暑。
- - 滾輪溜滑梯
  - 景觀平台
  - 電梯

2座電梯位於新北大都會公園內，1座位於三重區疏洪西路與興德路口。開放時間為: 上午7點~晚上10點。

## 命名
新北市政府以「日月星辰」及「龍」命名5條河濱公園景觀橋，分別為：新店陽光橋(日)、新莊板橋新月橋 (月)、汐止星光橋 (星)、三重辰光橋 (辰)、三峽鶯歌龍窯橋(龍)。新北市政府打造的日、月、星、辰、龍5座景觀橋完整合璧，提升了新北水岸悠遊的便利性。

## 景觀
由辰光橋向北可以遠眺觀音山，向南可以看見新北大橋，除此之外，靠近左岸先嗇宮端，在橋上向北朝地面，可以看到「吹泡泡的小女孩」地景藝術作品。

## 工程
2017年8月23日舉行開工動土典禮。本工程經費約為新台幣3億3,000萬元整。
橋梁包含牽引道總長度共計605公尺，由恆康工程顧問公司設計監造，統包團隊包含：威毅營造、台聯工程、春源鋼鐵、輕埕建築師事務所、達觀規劃設計等公司。
為降低橋梁給民眾視覺上呆版、笨重的感覺，橋面版內部分施工區域，在鋼箱梁上使用薄層保麗龍(厚度18公分)做為成型填縫的材料，以減少混凝土用量，除了可減輕橋面版自重約402噸，亦可達到節能減碳的效果，而平台設計採雙層平台、S型圓弧曲線、立體綠化植栽、3座電梯及7處遮蔭設施，營造公園立體化，配合觀景休憩平台的概念，橋面寬度採5至20公尺漸變設計，創造休憩空間高達5,831平方公尺。

## 圖片集

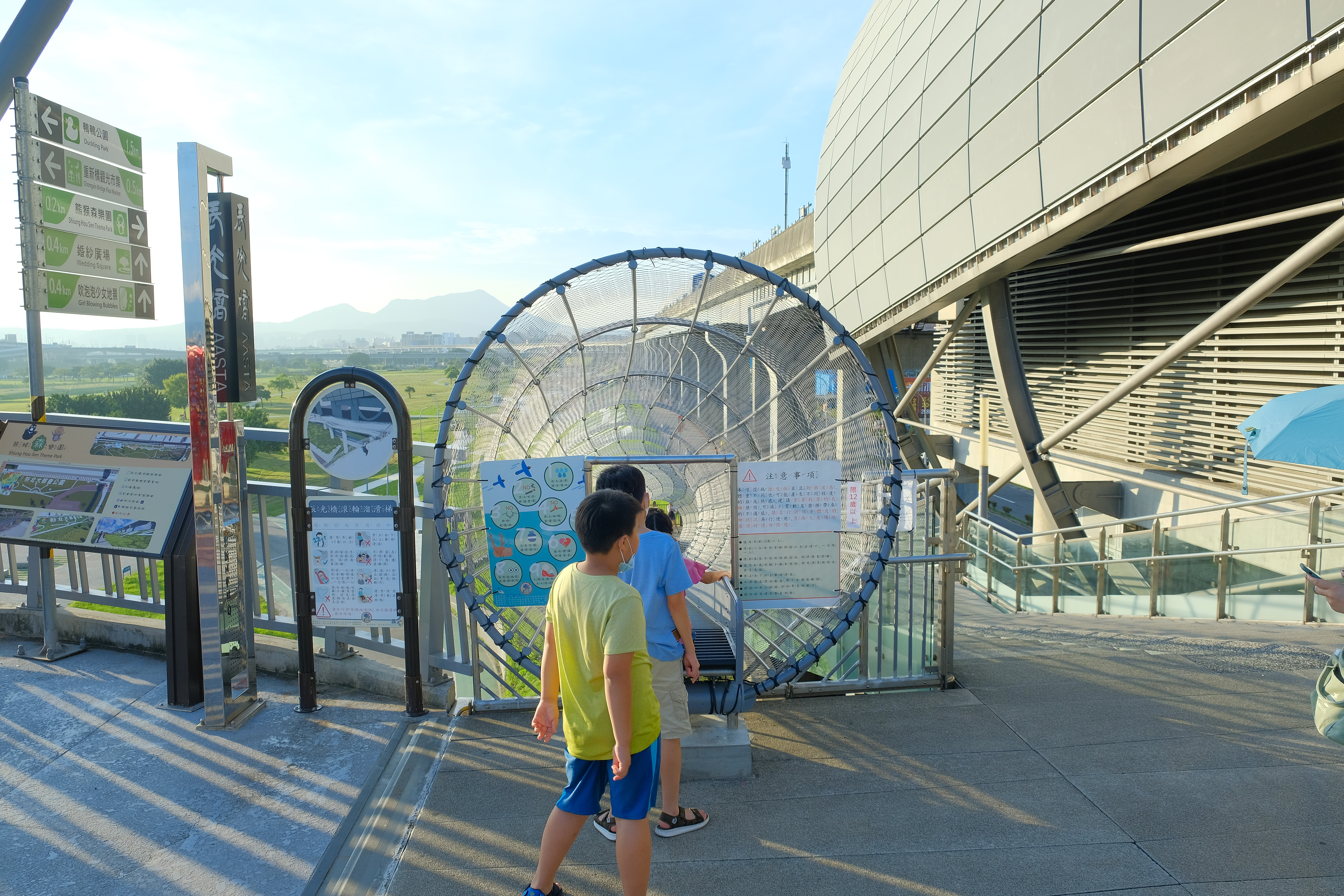
辰光橋滾輪溜滑梯(滑梯頭)
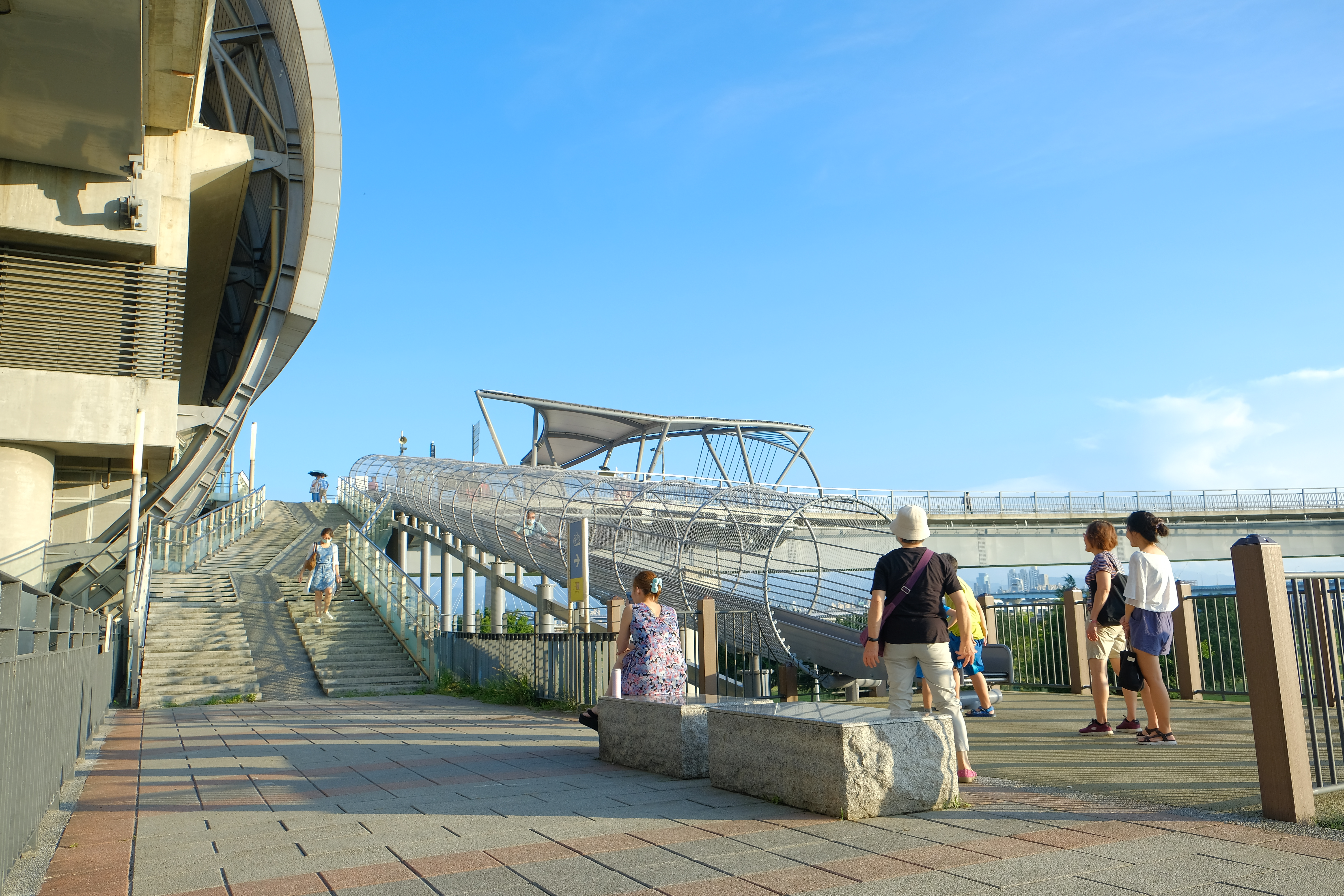
辰光橋滾輪溜滑梯(滑梯尾)
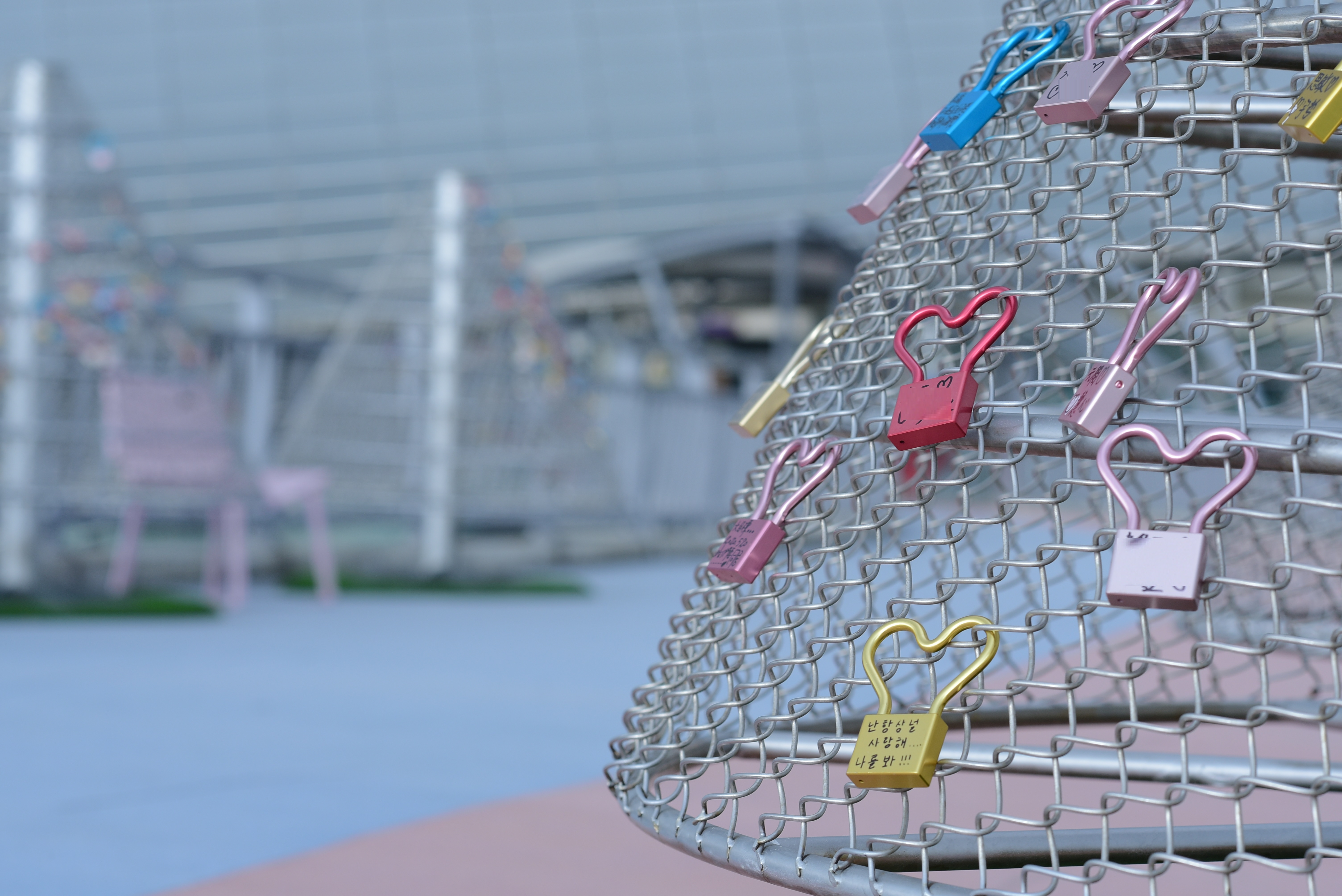
辰光橋樹狀愛情鎖
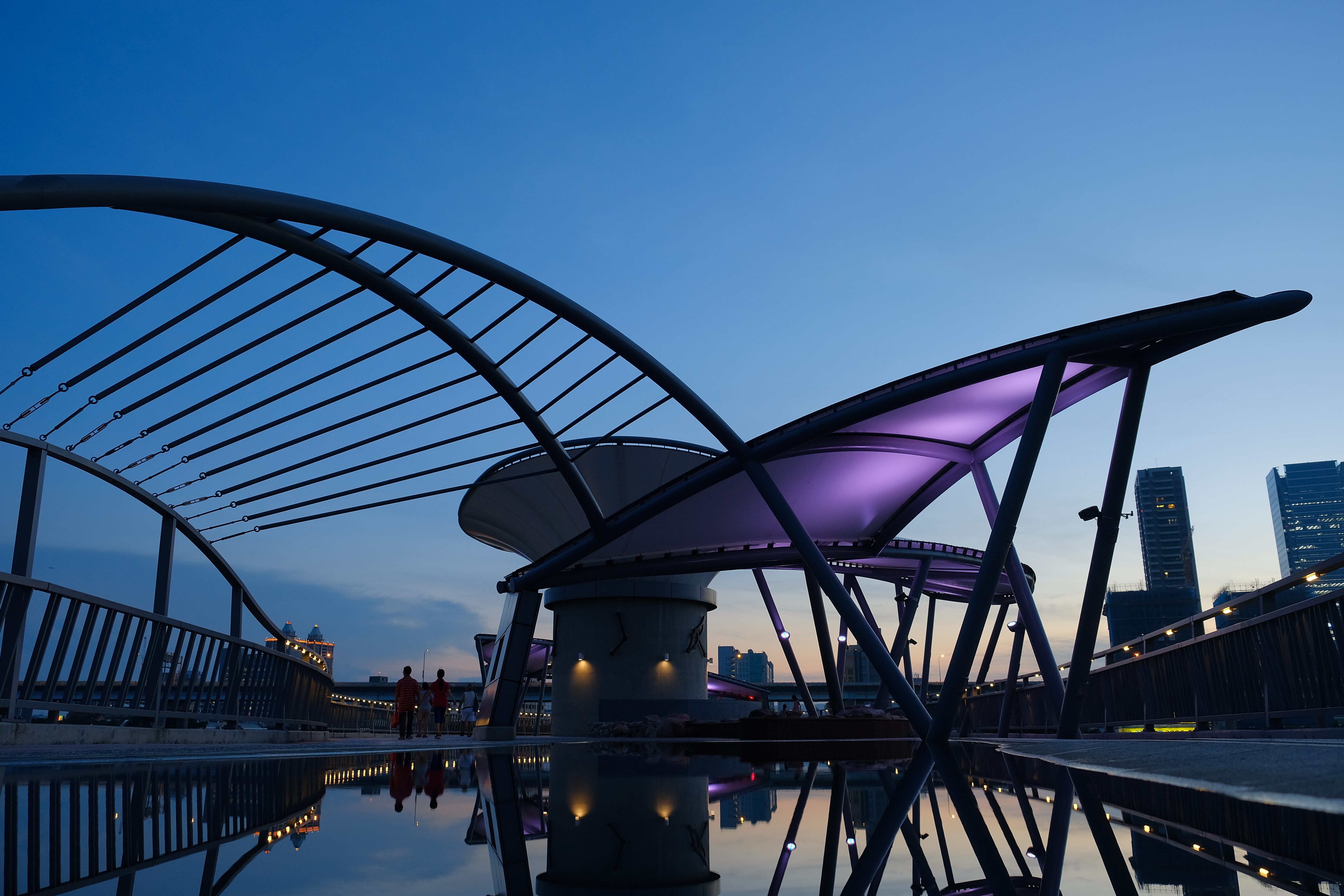
傍晚的辰光橋
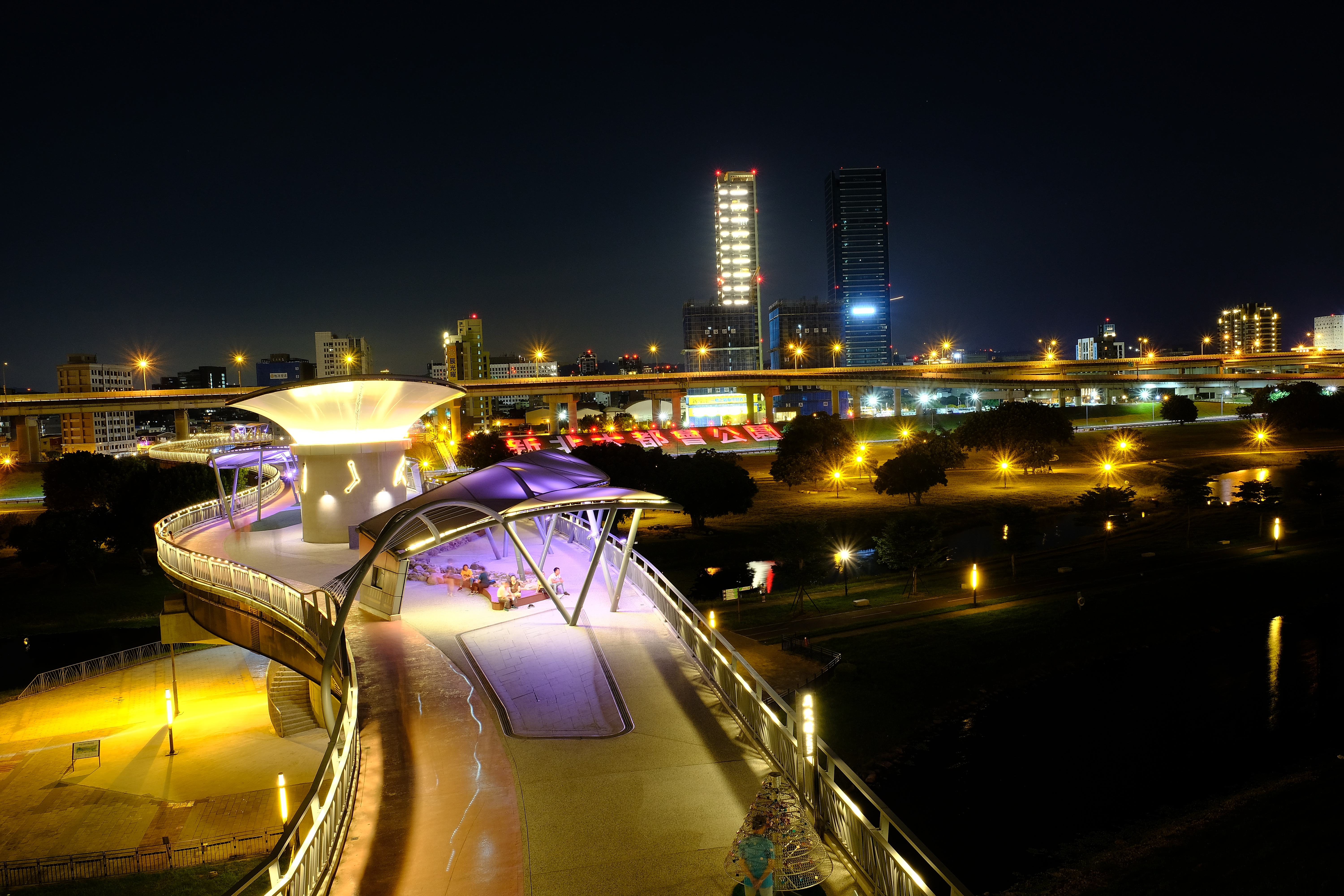
夜晚辰光橋
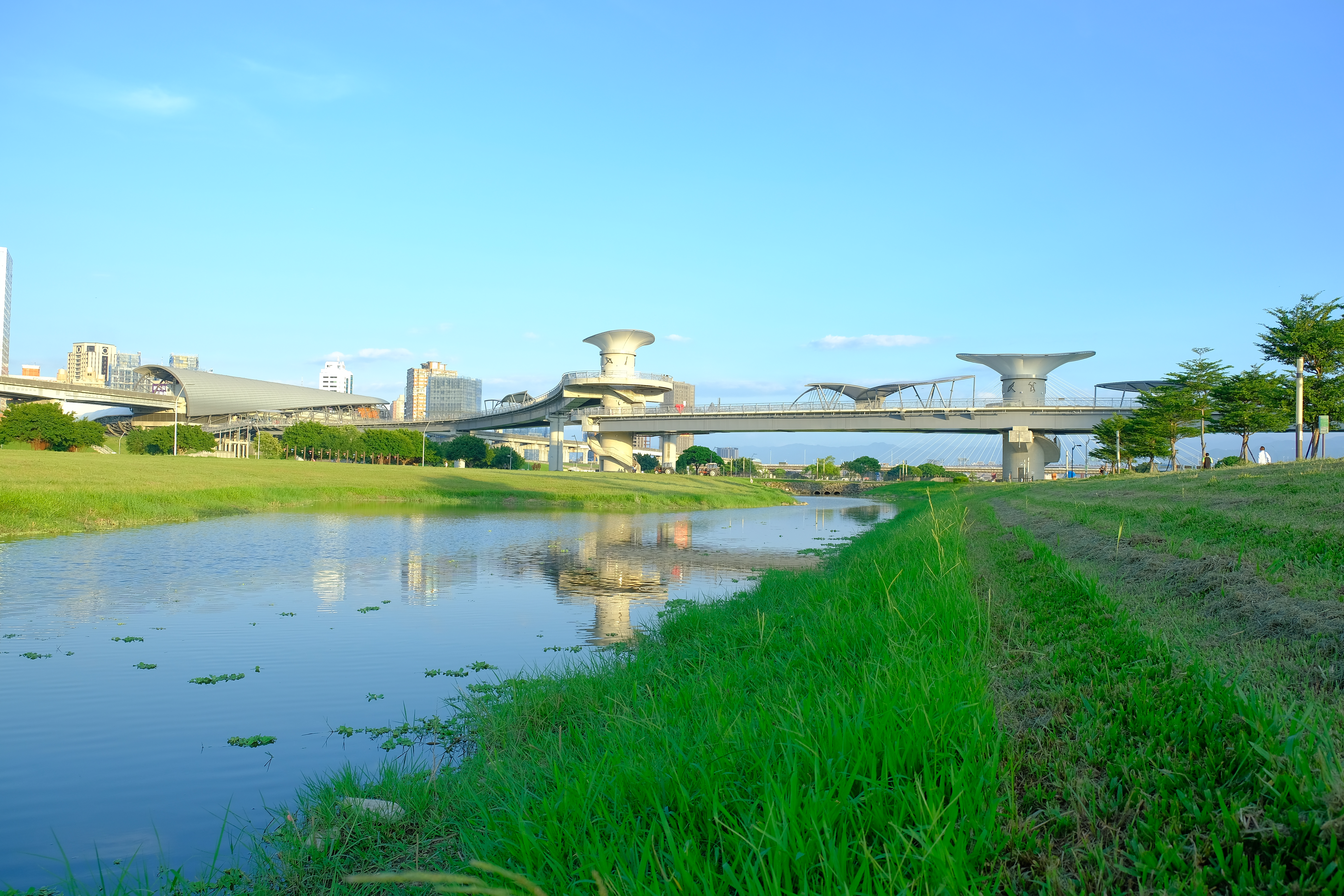
辰光橋外觀
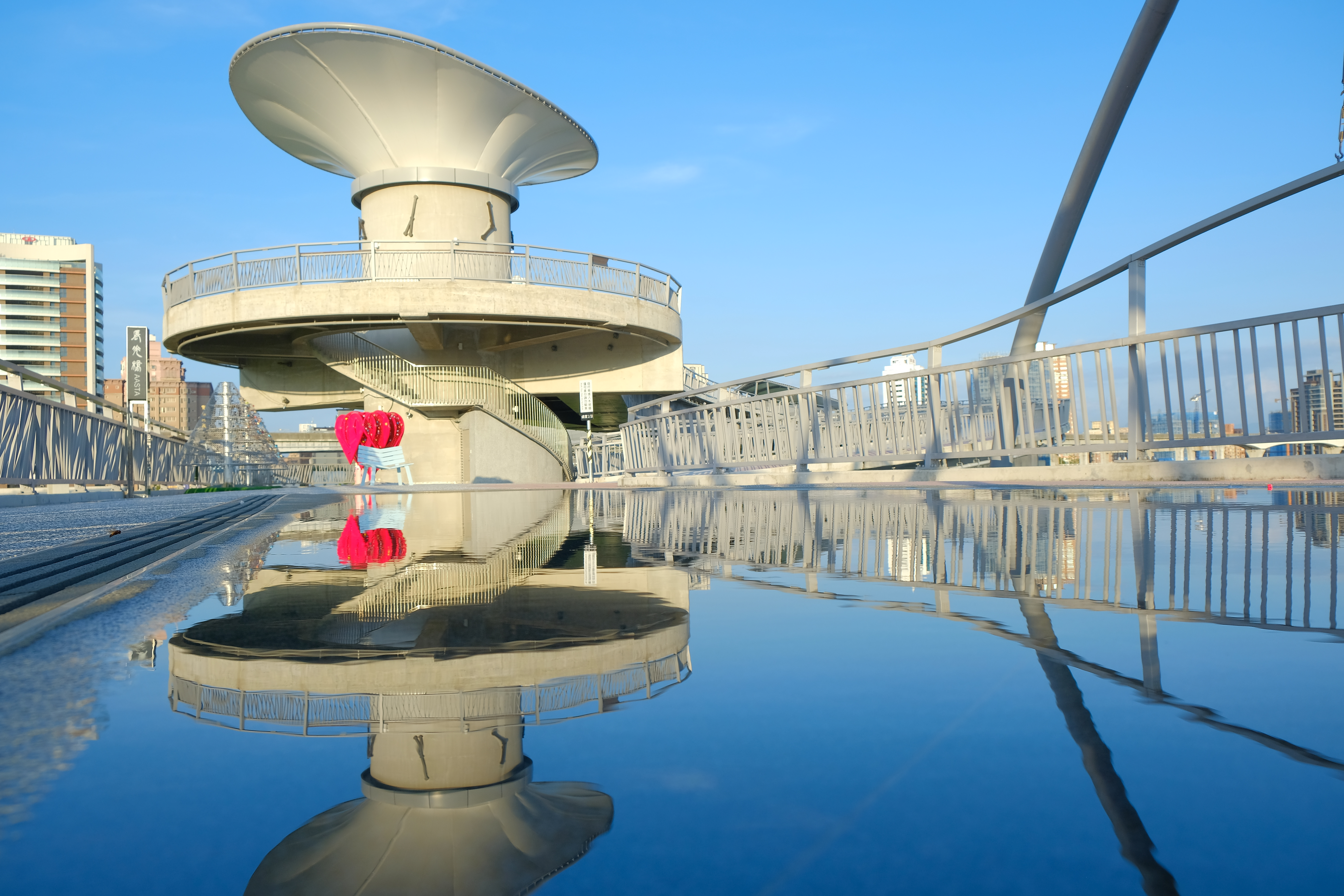
辰光橋景觀平台

## 週邊景點
- 新北大都會公園
- 二重疏洪道
- 捷運三重站
- 先嗇宮
- 新北市公共自行車租賃系統 捷運三重站(3號出口)
- 嘟嘟房停車場 朝陽站
- 新北市私立清傳高級商業職業學校
- 新北市三重區興穀國民小學
- 重新橋觀光市集
- 疏洪重新棒球場
- 單車辰光租借站
- 重陽公園